# Letscho

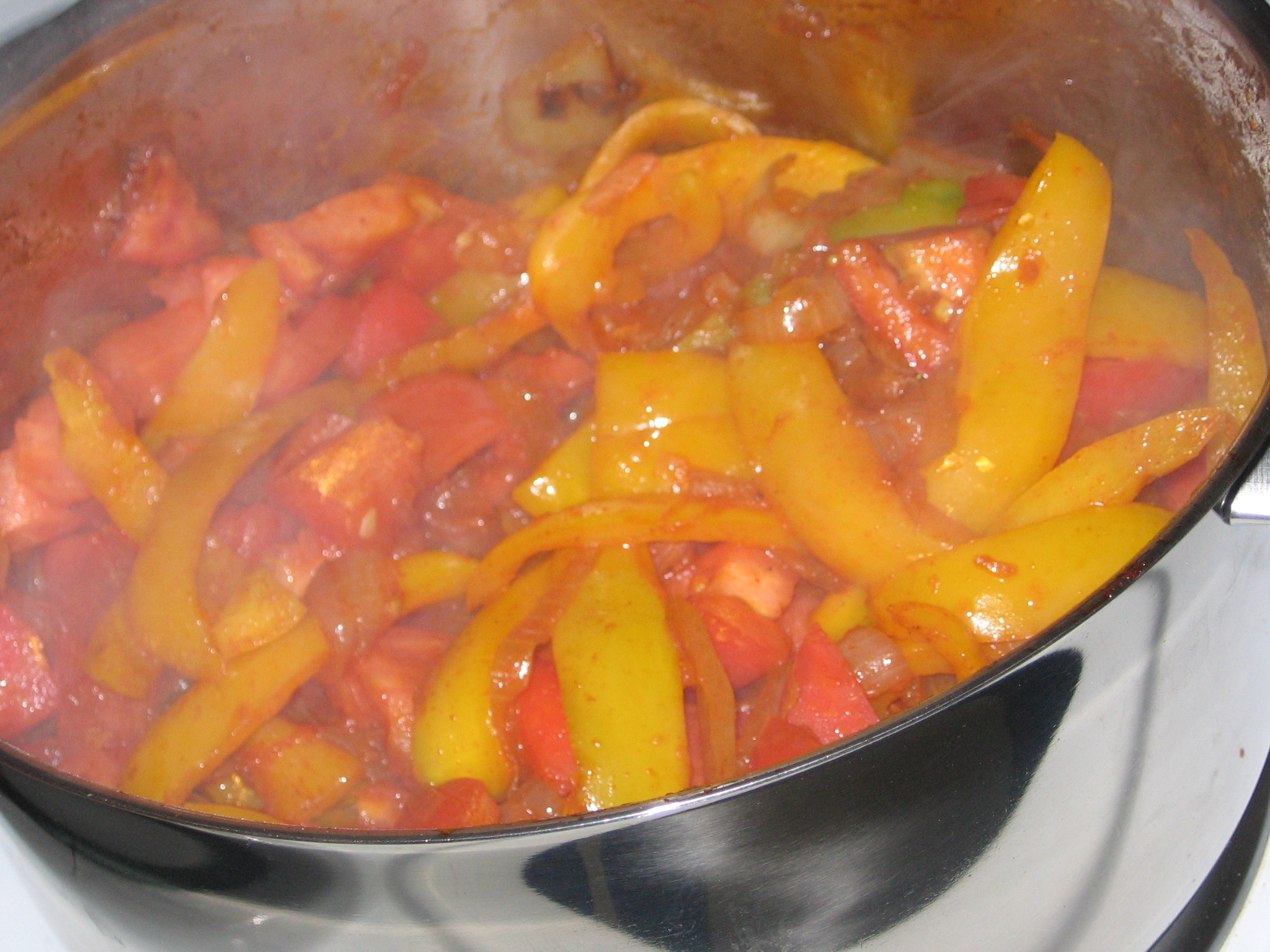
La plato de Lecsó

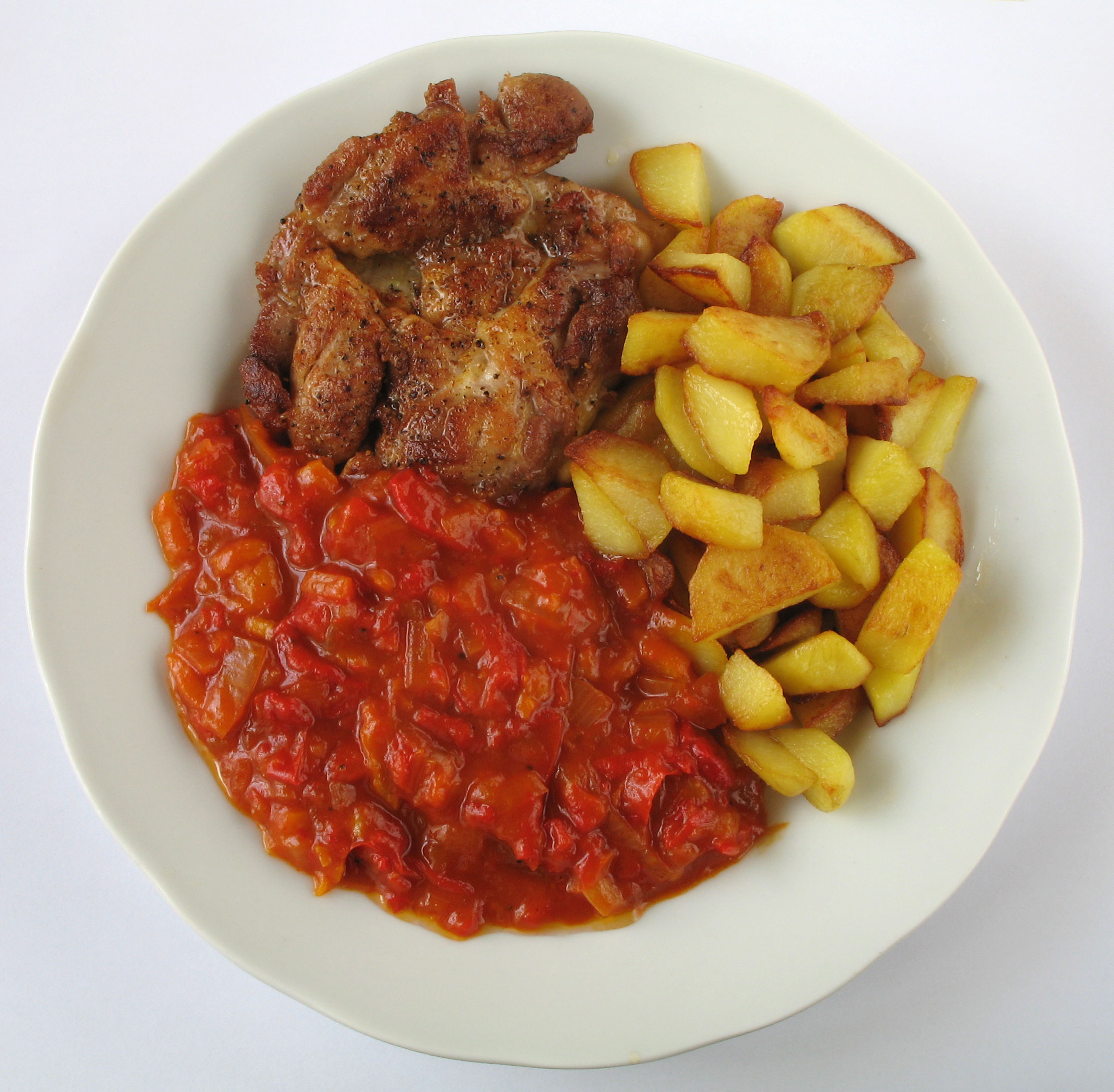
Letscho con carne a la parrilla y patatas fritas.

Letscho (en húngaro Lecsó) es un plato tradicional de la cocina húngara, eslovaca (lečo) y polaca (leczo) elaborado de pimientos, tomates y cebollas.

## Ingredientes
Se emplea en la elaboración pimiento tanto verde como rojo, cortado en tiras y se mezcla con el tomate y la cebolla hasta formar una masa homogénea. La preparación es sencilla, se pocha en una sartén con algo de tocino y algún toque de vino. Se sirve el Letscho con algunas tiras de embutido o salchicha frita, como por ejemplo: Debrecziner o Cabanossi. El Letscho húngaro es ligeramente picante debido a la adición de pimentón picante (Erős Pista).

## Variantes
El plato es muy popular en la parte este de Alemania y se suele encontrar frecuentemente en los restaurantes como un acompañamiento de asados de carne, Bratwurst y otros tipos de platos con carne. En esta zona puede llegar a comprarse en tiendas o en supermercados las diferentes variedades de Letscho ya envasado en tarros de cristal. En otras partes de Alemania no es tan frecuente. No obstante el Letscho es también una parte importante de la cocina austriaca, pudiéndose encontrar fácilmente.
En la cocina italiana existe un plato similar denominado: Peperonata, pero tiene una condimentación más suave.